# Fernande Bochatay
Fernande Bochatay, švicarska alpska smučarka, * 23. januar 1946, Les Marécottes, Švica.
Največji uspeh kariere je dosegla na Olimpijskih igrah 1968, kjer je osvojila bronasto medaljo v veleslalomu, ki šteje tudi za svetovna prvenstva, ob tem je bila še sedma v smuku. Nastopila je že na Olimpijskih igrah 1964, kjer je bila najvišje v slalomu deveta. V svetovnem pokalu je tekmovala šest sezon med letoma 1967 in 1972 ter dosegla tri zmage in še štiri uvrstitve na stopničke. V skupnem seštevku svetovnega pokala se je najvišje uvrstila na peto mesto leta 1968, ko je bila tudi druga v veleslalomskem seštevku. 